# Temnothorax curvispinosus
Temnothorax curvispinosus — вид муравьев рода Temnothorax. Вид распространен на востоке Соединенных Штатов, где они, как правило, обитают в лесных районах. Наземные муравьи строят свои гнезда в полостях растений, в почве или под камнями.
Желудевые муравьи обитают как в сельской, так и в городской среде обитания. Желудевый муравей чувствителен к температуре, а городская среда, как правило, более жаркая и меняет температуру быстрее, чем сельская. Городские популяции желудевых муравьев могут развить повышенную толерантность к жаре, а также повышенную пластичность в реагировании на изменения температуры.